# Абутков, Николай Владимирович
Николай Владимирович Абутков (1873 — 1920) — участник Белого движения, начальник штаба 1-го армейского корпуса ВСЮР, генерал-майор.

## Биография
Из потомственных дворян Симбирской губернии. Сын действительного статского советника Владимира Николаевича Абуткова (1848—1904).
Окончил Симбирский кадетский корпус (1890) и Московское пехотное юнкерское училище (1892), откуда выпущен был подпоручиком в 34-й пехотный Севский полк.
17 октября 1893 года переведён в 8-й сапёрный батальон, а 12 мая 1895 года — в 9-й сапёрный батальон. Произведён в поручики 1 августа 1896 года, в штабс-капитаны — 1 августа 1900 года. В 1903 году окончил Николаевскую академию Генерального штаба по 1-му разряду и 23 мая того же года был произведён в капитаны «за отличные успехи в науках». 21 декабря 1904 года переведён в Генеральный штаб с назначением старшим адъютантом штаба 1-й гренадерской дивизии. 10 сентября 1906 года назначен старшим адъютантом штаба Гренадерского корпуса. 24 декабря 1910 года назначен исправляющим должность штаб-офицера для поручений при командующем войсками Московского военного округа, а 10 апреля 1911 года произведён в подполковники с утверждением в должности. Произведён в полковники 6 декабря 1911 года «за отличие по службе». Цензовое командование батальоном отбывал в 12-м гренадерском Астраханском полку (1913).
С началом Первой мировой войны, 19 октября 1914 года назначен штаб-офицером для поручений при командующем 5-й армией. 20 февраля 1915 года назначен штаб-офицером для поручений при командующем 12-й армией, а 29 апреля того же года — командиром 6-го пехотного Либавского полка. 16 июля 1916 года назначен начальником штаба 25-й пехотной дивизии. 25 октября 1916 года назначен и. д. генерала для поручений при командующем 4-й армией, а 6 декабря того же года произведён в генерал-майоры «за отличие по службе», с утверждением в должности. С 12 мая 1917 года назначен генерал-квартирмейстером штаба 4-й армии.
В Гражданскую войну участвовал в Белом движении в составе Добровольческой армии и ВСЮР. С 10 (23) марта 1919 года назначен начальником штаба 1-го армейского корпуса, с 6 (19) июня — начальником штаба 2-го армейского корпуса. С 11 ноября 1919 года был назначен начальном штаба Черноморского военного губернатора. Умер в феврале 1920 года.

## Награды
- Орден Святого Станислава 3-й ст. (1906)
- Орден Святой Анны 3-й ст. (ВП 6.12.1908)
- Орден Святого Станислава 2-й ст. (ВП 6.12.1912)
- Орден Святого Владимира 4-й ст. с мечами и бантом (ВП 3.11.1914)
- Орден Святого Владимира 3-й ст. с мечами (ВП 24.04.1915)
- Высочайшее благоволение «за отличия в делах против неприятеля» (ВП 19.05.1916)
- Орден Святой Анны 2-й ст. с мечами (ВП 16.11.1916)
- старшинство в чине полковника с 6 декабря 1909 года (ВП 29.07.1916)